# Hermann Niehoff (General)
Hermann Heinrich Johann Niehoff (* 3. April 1897 in Papenburg; † 5. November 1980 in Riegsee) war als deutscher Berufsoffizier im Zweiten Weltkrieg Regiments- und Divisionsführer und bei Kriegsende General der Infanterie und Festungskommandant von Breslau.

## Leben
Mit Abschluss des Abiturs trat Niehoff während des Ersten Weltkriegs am 12. Juni 1915 in das Infanterie-Regiment „Herzog Ferdinand von Braunschweig“ (8. Westfälisches) Nr. 57 als Fahnenjunker ein und kam mit seinem Regiment direkt an die Westfront. Hier wurde er am 27. Januar 1916 zum Leutnant befördert und beendete den Ersten Weltkrieg als Kompanieführer. Für sein Wirken hatte Niehoff beide Klassen des Eisernen Kreuzes und das Hamburger Hanseatenkreuz erhalten.
Nach Ende des Krieges betätigte er sich im „Freikorps Wesel“ und wurde anschließend in die Reichswehr übernommen. Dort diente er zunächst im 17. Infanterie-Regiment, wurde am 1. April 1925 zum Oberleutnant befördert und wechselte dann in das I. Bataillon des 16. Infanterie-Regiments in Bremen.
Im Zweiten Weltkrieg war er unter anderem von 1940 bis 1943 Kommandeur des Infanterie-/Grenadier-Regiments 464 der 253. Infanterie-Division. In dieser Eigenschaft war er am 29. September 1941 mit der Ehrenblatt des Heeres sowie am 6. Januar 1942 mit dem Deutschen Kreuz in Gold ausgezeichnet worden. Von April 1943 bis Anfang März 1945 war Niehoff Kommandeur der 371. Infanterie-Division. Seine Truppen wurden im März 1944 mehrere Wochen im Kessel von Kamenez-Podolski eingeschlossen. Nachdem er am 15. Juni 1944 das Ritterkreuz des Eisernen Kreuzes erhalten hatte, wurde ihm am 5. März 1945 das Eichenlaub (764. Verleihung) dazu verliehen. Am 7. März 1945 folgte er Generalmajor Hans von Ahlfen während der Schlacht um Breslau als Kommandant der zur „Festung“ erklärten Stadt nach. Er wurde am 1. April zum General der Infanterie befördert. Am 6. Mai 1945 kapitulierte Niehoff und übergab Breslau als Ruinenfeld an die Rote Armee, nachdem führende Breslauer Vertreter der Kirchen ihn dazu gedrängt hatten. Niehoff wurde von der sowjetischen Justiz wegen Kriegsverbrechen zum Tode verurteilt und anschließend zu 25 Jahren Gefängnis begnadigt. Er kehrte Ende 1955 aus sowjetischer Kriegsgefangenschaft nach Westdeutschland zurück.
Nach dem Krieg arbeitete Niehoff in der Industrie und schrieb zahlreiche Artikel zum Untergang Breslaus. Im Jahre 1959 veröffentlichte er gemeinsam mit Hans von Ahlfen im Verlag Gräfe und Unzer das Buch So kämpfte Breslau, das ein großer kommerzieller Erfolg wurde und dem bereits ein Jahr später eine zweite erweiterte Auflage folgte. Er zog nach Leichlingen an der Wupper und anschließend in das bayrische Riegsee.

## Rezeption
Die rechtsextreme National-Zeitung porträtierte Niehoff im Juli 1999 in ihrer Serie „Große deutsche Soldaten – unsterbliche Helden“. Laut National-Zeitung war Niehoff eine „Zierde des deutschen Soldatentums“; er habe bereits im „Freikorps Wesel in todesmutigen Kampf“ gestanden, habe zu den „heldenhaften Verteidigern von Breslau“ gezählt und habe dabei „alle Angriffe der Bolschewisten“ abgewehrt. In der Serie wurden ausschließlich dem NS-Regime treu ergebene Soldaten gewürdigt, zum Teil unter Verwendung von sprachlichen Formeln der Wehrmachts- und NS-Propaganda. Der Politikwissenschaftler Fabian Virchow ordnet die Serie in „die Vorstellung der extremen Rechten von den auf die Tat orientierten, den Lauf des Geschehens/der Geschichte im Interesse des ‚nationalen‘ oder ‚völkischen‘ Kollektivs gestaltenden Männern“ ein. Die Charakterisierungen verwiesen „zugleich auf eine Konzeptualisierung von Männlichkeit, deren Profil – sehr vereinseitigt – durch Eigenschaften wie ‚Härte‘, ‚Opferbereitschaft‘, ‚Todesmut‘, ‚Tapferkeit‘, ‚Zähigkeit‘, ‚Schneid‘ oder ‚Steherqualitäten‘ zu markieren wäre“. Laut Sebastian Rosenboom gibt es allerdings keine Quellenbelege dafür, dass er tatsächlich am Ruhrkampf teilgenommen hat, ebenso wenig, dass er in sowjetischer Kriegsgefangenschaft zum Tode verurteilt worden ist.